# 9028 Konrádbeneš
A 9028 Konrádbeneš (ideiglenes jelöléssel 1989 BE1) a Naprendszer kisbolygóövében található aszteroida. Antonín Mrkos fedezte fel 1989. január 26-án.